# Liste der Kellergassen in Wien
Die Liste der Kellergassen in Wien führt die Kellergassen im Bundesland Wien an.
| Foto |                 | Kellergasse                | Standort                  | Beschreibung |
| ---- | --------------- | -------------------------- | ------------------------- | --- |
| ja   | Datei hochladen | Breitenweg                 | KG: Stammersdorf Standort | |
| ja   | Datei hochladen | Bründelgasse               | KG: Stammersdorf Standort | Die Keller in dieser beidseitigen Kellergasse stammen aus dem 19. Jahrhundert. Der Straßenbelag des Hohlwegs besteht aus Pflastersteinen. |
| ja   | Datei hochladen | Clessgasse                 | KG: Stammersdorf Standort | |
| ja   | Datei hochladen | Erbpostgasse               | KG: Stammersdorf Standort | |
| ja   | Datei hochladen | In den Gabrissen           | KG: Stammersdorf Standort | |
| ja   | Datei hochladen | Krottenhofgasse            | KG: Stammersdorf Standort | Weinkeller, teils zu Heurigen umgebaut, prägen diesen Lösshohlweg. |
| ja   | Datei hochladen | Luckenholzgasse            | KG: Stammersdorf Standort | |
| ja   | Datei hochladen | Neusatzgasse               | KG: Stammersdorf Standort | |
| ja   | Datei hochladen | Senderstraße               | KG: Stammersdorf Standort | Die Senderstraße gilt als eine der ältesten und schönsten Kellergassen Wiens. |
| ja   | Datei hochladen | Stammersdorfer Kellergasse | KG: Stammersdorf Standort | Die Stammersdorfer Kellergasse ist die einzige Kellergasse Wiens mit Buschenschanken. Die Kellergasse entstand nach der Liberalisierung des Weinbaus im 18. Jahrhundert durch Kaiserin Maria Theresia und Joseph II. 1784 bekamen die Stammersdorfer das Privileg selbst Wein ausschenken zu dürfen, durch Kaiser Joseph II. erneuert. Entlang der Stammersdorfer Kellergasse reihen sich mehrere Heurige und Buschenschanken aneinander. Die Straßenfläche wurde 1999 offiziell so benannt. |
| ja   | Datei hochladen | Untere Jungenberggasse     | KG: Stammersdorf Standort | Die Keller beidseitig entlang der Unteren Jungenberggasse, die streckenweise ein Hohlweg ist, stammen aus dem 19. Jahrhundert. Der Straßenbelag besteht aus Pflastersteinen. |
| ja   | Datei hochladen | Zwerchbreitelngasse        | KG: Stammersdorf Standort | |
| ja   | Datei hochladen | Strebersdorfer Kellergasse | KG: Strebersdorf Standort | 1912 wurde die Straßenfläche teilweise in Am Bisamberg umbenannt, der Rest 1920 in Untere Sätzen |

| Foto:                    | Fotografie der Kellergasse (Gesamtheit). Klicken des Fotos erzeugt eine vergrößerte Ansicht. Daneben finden sich zwei Symbole: \| Weitere Bilder vorhanden \| Das Symbol bedeutet, dass weitere Fotos des Objekts verfügbar sind. Durch Klicken des Symbols werden sie angezeigt. \| \| Eigenes Foto hochladen \| Durch Klicken des Symbols können weitere Fotos des Objekts in das Medienarchiv Wikimedia Commons hochgeladen werden. \| |
| Name:                    | Bezeichnung der Kellergasse |
| Standort:                | Es ist die Katastralgemeinde (KG) angegeben. Durch Aufruf des Links Standort wird die Lage der Kellergasse in verschiedenen Kartenprojekten angezeigt. |
| Beschreibung             | Kurze Beschreibung der Kellergasse |
| Weitere Bilder vorhanden | Das Symbol bedeutet, dass weitere Fotos des Objekts verfügbar sind. Durch Klicken des Symbols werden sie angezeigt. |
| Eigenes Foto hochladen   | Durch Klicken des Symbols können weitere Fotos des Objekts in das Medienarchiv Wikimedia Commons hochgeladen werden. |

| Foto:                    | Fotografie der Kellergasse (Gesamtheit). Klicken des Fotos erzeugt eine vergrößerte Ansicht. Daneben finden sich zwei Symbole: \| Weitere Bilder vorhanden \| Das Symbol bedeutet, dass weitere Fotos des Objekts verfügbar sind. Durch Klicken des Symbols werden sie angezeigt. \| \| Eigenes Foto hochladen \| Durch Klicken des Symbols können weitere Fotos des Objekts in das Medienarchiv Wikimedia Commons hochgeladen werden. \| |
| Name:                    | Bezeichnung der Kellergasse |
| Standort:                | Es ist die Katastralgemeinde (KG) angegeben. Durch Aufruf des Links Standort wird die Lage der Kellergasse in verschiedenen Kartenprojekten angezeigt. |
| Beschreibung             | Kurze Beschreibung der Kellergasse |
| Weitere Bilder vorhanden | Das Symbol bedeutet, dass weitere Fotos des Objekts verfügbar sind. Durch Klicken des Symbols werden sie angezeigt. |
| Eigenes Foto hochladen   | Durch Klicken des Symbols können weitere Fotos des Objekts in das Medienarchiv Wikimedia Commons hochgeladen werden. |